# Río Ekuku
El río Ekuku es un pequeño río de Guinea Ecuatorial (África). El río también es conocido con diversos nombres locales, como río Cugu o río Ekuko.
El río está situado en el interior de la Región Continental del país, en la provincia Litoral. Localidades próximas al río son Ekuko, Ekuku, Etiani y Matandiate.